# 富爾薇婭

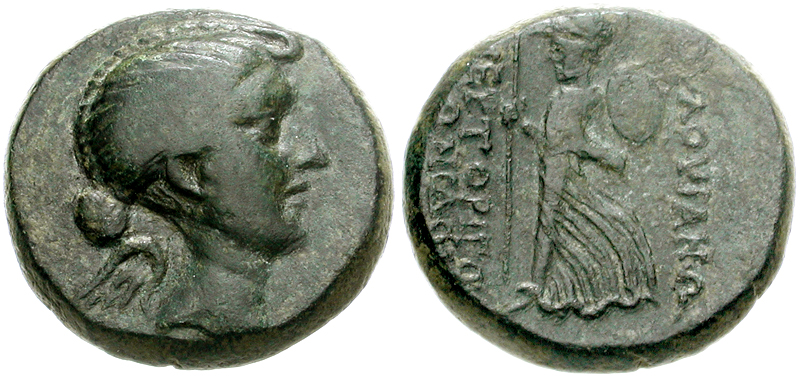
富爾薇婭的錢幣

富爾薇婭（Fulvia，前40年逝）是羅馬共和國末期的一位貴族，富爾維亞氏族的成員。
富爾薇婭先後與普爾喀、庫里奧、馬克·安東尼結婚。前41年富爾薇婭和馬克·安東尼的弟弟盧基烏斯·安東尼發動佩魯辛戰爭，戰敗後富爾薇婭流亡至西库翁並在那裡去世。